# 道格·莱昂内
道格·莱昂内 (義大利語：Douglas M. Leone，1957年7月4日—）是一位美国风险投资者，红杉资本合伙人。

## 生平
1957年出生在意大利热那亚，11岁随父母来到美国弗农山 (纽约州)。1979年康奈尔大学本科毕业，1986年哥伦比亚大学硕士毕业，1988年MIT斯隆管理学院毕业。同年加入红杉资本，1996年成为管理层。 他注重网络，软件和沟通方面投资。被福布斯杂志评选为美国前十投资者。 道格·莱昂内带领红杉资本国际化，进入中国和印度市场。 曾经在惠普, 太阳计算机系统等公司工作。

## 家庭
妻子是Patti Leone，他们有四个孩子。